# Henri-Osvald de La Tour d'Auvergne
Henri-Osvald de La Tour d'Auvergne (Barcy, 5 novembre 1671 – Parigi, 23 aprile 1747) è stato un cardinale e arcivescovo cattolico francese.
Noto come Cardinal d'Auvergne. 
Nato da nobile famiglia (regnante sul Ducato di Bouillon), era figlio di Fréderic-Maurice de La Tour d'Auvergne e di Henriette-Françoise de Hohenzollern-Hechingen. Era anche nipote del Cardinale de Bouillon.

## Biografia
Studiò alla Sorbona dove nel maggio del 1695 conseguì il dottorato in teologia.
Ebbe vari canonicati a Strasburgo e a Liegi e fu abate commendatario di Cluny e di varie altre abbazie.
Nel 1719 papa Clemente XI lo elesse arcivescovo di Tours, ma quando il 23 marzo 1722 fu trasferito all'arcidiocesi di Vienne, non aveva ancora ricevuto le bolle di nomina. Fu consacrato il 10 maggio di quello stesso anno, a Parigi, dal cardinale Armand-Gaston de Rohan, vescovo di Strasburgo, co-consacranti Louis de La Vergne de Tressan, vescovo di Nantes, e Léonor Goyon de Matignon, vescovo di Coutances.
Nel 1723 fu deputato all'Assemblea del Clero di cui nel 1734 diverrà presidente; dal 1732 al 1742 fu primo elemosiniere del re di Francia.
Il 20 dicembre 1737 papa Clemente XII lo creò cardinale e il 16 settembre 1740 ricevette il titolo di San Callisto.
Nello stesso anno 1740 aveva partecipato al conclave che elesse papa Benedetto XIV.

## Genealogia episcopale e successione apostolica
La genealogia episcopale è:
- Cardinale Guillaume d'Estouteville, O.S.B.Clun.
- Papa Sisto IV
- Papa Giulio II
- Cardinale Raffaele Sansone Riario
- Papa Leone X
- Papa Paolo III
- Cardinale Francesco Pisani
- Cardinale Alfonso Gesualdo di Conza
- Papa Clemente VIII
- Cardinale Pietro Aldobrandini
- Cardinale Laudivio Zacchia
- Cardinale Antonio Barberini, O.F.M.Cap.
- Cardinale Marcantonio Franciotti
- Cardinale Giambattista Spada
- Cardinale Carlo Pio di Savoia
- Arcivescovo Ercole Visconti
- Cardinale Wilhelm Egon von Fürstenberg
- Cardinale Armand-Gaston-Maximilien de Rohan de Soubise
- Cardinale Henri-Osvald de La Tour d'Auvergne

La successione apostolica è:
- Vescovo Scipion-Jérôme Bégon (1723)
- Vescovo Daniel-Joseph de Cosnac (1734)
- Vescovo Giovanni Battista Belland (1740)

## Ascendenza
|                                                  |                                             |                                                  | Genitori                             |  |  | Nonni |  |  | Bisnonni                       |  |  | Trisnonni                              |  |
|                                                  |                                             |                                                  |                                      |  |  |       |  |  | 8. Henri de La Tour d'Auvergne |  |  | 16. François III de La Tour d'Auvergne |  |
|                                                  |                                             |                                                  |                                      |  |  |       |  |  | 8. Henri de La Tour d'Auvergne |  |  | 16. François III de La Tour d'Auvergne |  |
|                                                  |                                             | 17. Éléonore de Montmorency                      |                                      |  |  |       |  |  | 8. Henri de La Tour d'Auvergne |  |  |                                        |  |
| 4. Frédéric Maurice de La Tour d'Auvergne        |                                             |                                                  |                                      |  |  |       |  |  | 8. Henri de La Tour d'Auvergne |  |  |                                        |  |
|                                                  |                                             | 9. Elisabeth Flandrika van Nassau                | 18. Willem I van Oranje              |  |  |       |  |  |                                |  |  |                                        |  |
|                                                  |                                             | 9. Elisabeth Flandrika van Nassau                | 18. Willem I van Oranje              |  |  |       |  |  |                                |  |  |                                        |  |
|                                                  |                                             | 9. Elisabeth Flandrika van Nassau                | 19. Charlotte de Bourbon-Montpensier |  |  |       |  |  |                                |  |  |                                        |  |
| 2. Frédéric-Maurice de La Tour d'Auvergne        |                                             | 9. Elisabeth Flandrika van Nassau                |                                      |  |  |       |  |  |                                |  |  |                                        |  |
|                                                  |                                             | 10. Frederik van den Bergh                       | 20. Willem IV van den Bergh          |  |  |       |  |  |                                |  |  |                                        |  |
|                                                  |                                             | 10. Frederik van den Bergh                       | 20. Willem IV van den Bergh          |  |  |       |  |  |                                |  |  |                                        |  |
|                                                  |                                             | 10. Frederik van den Bergh                       | 21. Maria van Nassau                 |  |  |       |  |  |                                |  |  |                                        |  |
| 5. Eleonora van den Bergh                        |                                             | 10. Frederik van den Bergh                       |                                      |  |  |       |  |  |                                |  |  |                                        |  |
|                                                  |                                             | 11. Françoise de Ravenel                         | 22. Eustache de Ravenel              |  |  |       |  |  |                                |  |  |                                        |  |
|                                                  |                                             | 11. Françoise de Ravenel                         | 22. Eustache de Ravenel              |  |  |       |  |  |                                |  |  |                                        |  |
|                                                  |                                             | 11. Françoise de Ravenel                         | 23. Marie de Renty                   |  |  |       |  |  |                                |  |  |                                        |  |
| 1. Henri-Osvald de La Tour d'Auvergne            |                                             | 11. Françoise de Ravenel                         |                                      |  |  |       |  |  |                                |  |  |                                        |  |
|                                                  | 12. Johann Georg von Hohenzollern-Hechingen | 24. Eitel Friedrich I von Hohenzollern-Hechingen |                                      |  |  |       |  |  |                                |  |  |                                        |  |
|                                                  | 12. Johann Georg von Hohenzollern-Hechingen | 24. Eitel Friedrich I von Hohenzollern-Hechingen |                                      |  |  |       |  |  |                                |  |  |                                        |  |
|                                                  | 12. Johann Georg von Hohenzollern-Hechingen | 25. Sibylle von Zimmern                          |                                      |  |  |       |  |  |                                |  |  |                                        |  |
| 6. Eitel Friedrich II von Hohenzollern-Hechingen | 12. Johann Georg von Hohenzollern-Hechingen |                                                  |                                      |  |  |       |  |  |                                |  |  |                                        |  |
|                                                  |                                             | 13. Franziska von Salm-Neufville                 | 26. Friedrich I von Salm-Neufville   |  |  |       |  |  |                                |  |  |                                        |  |
|                                                  |                                             | 13. Franziska von Salm-Neufville                 | 26. Friedrich I von Salm-Neufville   |  |  |       |  |  |                                |  |  |                                        |  |
|                                                  |                                             | 13. Franziska von Salm-Neufville                 | 27. Franziska von Salm               |  |  |       |  |  |                                |  |  |                                        |  |
| 3. Franziska von Hohenzollern-Hechingen          |                                             | 13. Franziska von Salm-Neufville                 |                                      |  |  |       |  |  |                                |  |  |                                        |  |
|                                                  |                                             | 14. Hendrik van den Bergh                        | 28. Willem IV van den Bergh (= 20)   |  |  |       |  |  |                                |  |  |                                        |  |
|                                                  |                                             | 14. Hendrik van den Bergh                        | 28. Willem IV van den Bergh (= 20)   |  |  |       |  |  |                                |  |  |                                        |  |
|                                                  |                                             | 14. Hendrik van den Bergh                        | 29. Maria van Nassau (= 21)          |  |  |       |  |  |                                |  |  |                                        |  |
| 7. Maria Elisabeth II van den Bergh              |                                             | 14. Hendrik van den Bergh                        |                                      |  |  |       |  |  |                                |  |  |                                        |  |
|                                                  |                                             | 15. Margaretha van Wittem van Beersel            | 30. Jan van Wittem                   |  |  |       |  |  |                                |  |  |                                        |  |
|                                                  |                                             | 15. Margaretha van Wittem van Beersel            | 30. Jan van Wittem                   |  |  |       |  |  |                                |  |  |                                        |  |
|                                                  |                                             | 15. Margaretha van Wittem van Beersel            | 31. Maria Margaretha van Merode      |  |  |       |  |  |                                |  |  |                                        |  |
|                                                  |                                             | 15. Margaretha van Wittem van Beersel            |                                      |  |  |       |  |  |                                |  |  |                                        |  |